# Rexismus
Rexismus je označení pro krajně pravicovou ideologii, ke které se hlásila belgická Rexistická strana (též Rex), vedená novinářem Léonem Degrelle. Název tohoto uskupení je odvozen od pojmenování tehdejších katolických novin a vydavatelství Christus Rex (latinsky Kristus Král), ve kterých Degrelle působil. Rexisté jakožto hnutí inspirované italským fašismem a španělským falangismem požadovali vytvoření sociálně spravedlivého stavovského státu, jenž by se opíral o katolickou církev. Rovněž hájili jednotnost belgického státu a zachování monarchie.
Původně se jednalo spíše o autoritativní a klerikálně nacionalistické, než vyloženě fašistické hnutí, nicméně později se začali rexisté stavět k liberální demokracii čím dál více nepřátelsky, pozvolna si osvojovali revoluční fašistickou rétoriku a po neúspěšných doplňovacích volbách v roce 1937 přešli na národně-socialistické a protižidovské pozice. Ačkoliv rexistické hnutí volalo po výsadním postavení katolické církve, značná část belgického duchovenstva rexismus odmítala a kardinál Jozef-Ernest van Roey označil tuto ideologii za „nebezpečí pro církev i zemi“. Politická úspěšnost hnutí se navíc omezovala téměř výhradně na Valonsko a hlavní město Brusel.

## Předválečné období
Rexistická strana byla založena 2. prosince 1935 valonským novinářem Léonem Degrelle poté co opustil Katolickou stranu, která byla podle jeho mínění příliš umírněná. Ideologicky se rexistická strana inspirovala kromě italského a španělského fašismu též v integralismu Charlese Maurrase. Odmítala kapitalismus i marxismus a vlivem zde byla i publicistická činnost Jeana Denise, jenž psal o mravní obrodě belgické společnosti prostřednictvím katolicismu a korporativismu.
Nejúspěšnější bylo hnutí ve volbách v roce 1936, kdy se mu podařilo získat 11,5 % hlasů. Degrelle, jenž hluboce obdivoval Adolfa Hitlera však vedl rexisty k čím dál větší radikalizaci a začal tomu přizpůsobovat i stranickou ideologii, což vedlo následně k ochlazení vztahů s místními představiteli katolické církve. V doplňovacích volbách v dubnu 1937 kandidoval Degrelle proti ministerskému předsedovi Paulu van Zeelandovi z Katolické strany, které pro něj skončily fiaskem. Následkem tohoto neúspěchu se rexistická strana začala zcela jednoznačně orientovat směrem k hitlerovskému Německu a podporovala jeho politiku. Ve volbách roku 1939 se jim podařilo utržit již pouze 4,4 % hlasů.

## Druhá světová válka
Po vpádu německých vojsk do Belgie v roce 1940 stála většina rexistů na straně německých okupantů, ačkoliv někteří ze straníků poté co byli svědky nacistického antiklerikalismu a vyhroceného antisemitismu, přešli do protiněmeckého odboje. Formations de Combat, polovojenská organizace hnutí Rex se stalo základem pro cizineckou Valonskou legii, která spadala pod německý wehrmacht a později pod Zbraně SS. Této divizi pak velel sám Degrelle, jenž se stal vyznamenaným válečným hrdinou, a nakonec i plukovníkem SS, zatímco předsednictví se ujal jeho spolupracovník Victor Matthys.
Po osvobození Belgie v roce 1944 byla Rexistická strana postavena mimo zákon a mnozí její členové byli buď popraveni nebo uvězněni. Léonovi Degrelle se však podařilo utéct do frankistického Španělska, kde působil v tamější neonacistické scéně. Zde se věnoval historickému revizionismu a obhajobě myšlenek národního socialismu, mj. zaslal papežovi Janu Pavlovi II. dopis ve kterém označil holokaust za vykonstruovanou lež. Ve Španělsku pak roku 1994 zemřel.